# جيم دراموند
جيم دراموند هو لاعب هوكي الجليد كندي، ولد في 20 أكتوبر 1918 في تورونتو في كندا، وتوفي في 12 ديسمبر 1950.

## وصلات خارجية
- جيم دراموند على موقع دوري الهوكي الوطني (الإنجليزية)
- جيم دراموند على موقع EliteProspects.com (الإنجليزية)
- جيم دراموند على موقع HockeyDB.com (الإنجليزية)
- جيم دراموند على موقع Hockey-Reference.com (الإنجليزية)